# تشارلز ر. ليونز
تشارلز ر. ليونز (بالإنجليزية: Charles R. Lyons)‏ هو أستاذ جامعي ومخرج أمريكي، ولد في 27 مارس 1933 في غلينديل في الولايات المتحدة، وتوفي في 11 مايو 1999.